# Fabio Piscopiello
Fabio Piscopiello (né le 16 février 1985 à Gagliano del Capo) est un coureur cycliste italien. 

## Palmarès
- 2008
  - 2e de la Coppa Messapica
- 2009
  - Trofeo Gruppo Meccaniche Luciani
  - Giro del Montalbano
  - 5e étape du Girobio
  - Trofeo Di Pietro Immobiliare
  - 3e de la Coppa Messapica
- 2010
  - Coppa della Pace
  - Trofeo SS Addolorata
  - 2e de la Coppa Caivano
  - 2e du Gran Premio Folignano

## Classements mondiaux
| Année           | 2006   | 2007 | 2008 | 2009 | 2010 |
| --------------- | ------ | ---- | ---- | ---- | ---- |
| UCI Europe Tour | 1 332e |      |      | 617e | 211e |